# LPD433
LPD Low Power Device ou AFP (Appareil de Faible Puissance ou Faible Portée) dans la bande des 433 - 434 MHz désigne une bande de fréquence permettant différents types d’applications sans fil, notamment de télécommande et télécontrôle, télémesure, transmission d’alarmes, de données, et éventuellement de voix et de vidéo (babyphones). La puissance maximum autorisée est de 10 mW P.I.R.E. 
Mais, le terme LPD433 est souvent utilisé pour désigner des émetteur-récepteurs radioélectriques mobile appelés talkies-walkies servant aux liaisons radiotéléphoniques dans cette bande de fréquence.
Ils sont remplacés de nos jours par les PMR446 dont la bande de fréquences est allouée spécifiquement a cet usage et dont la puissance est bien supérieure (PMR446 ⇒ 500mW P.I.R.E. ; LPD433 ⇒ 10mW P.I.R.E.).

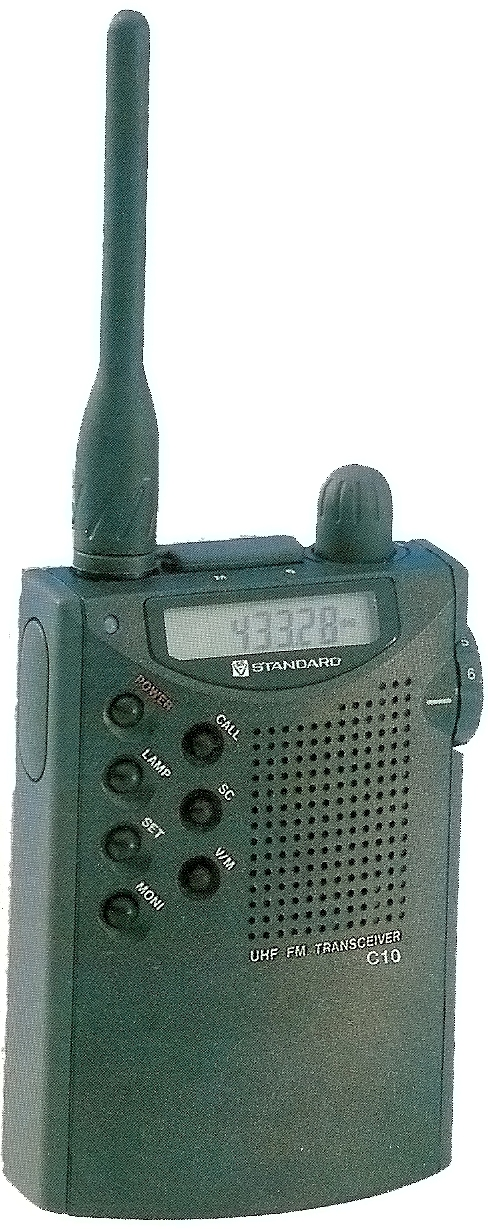
Talkie-walkie LPD433

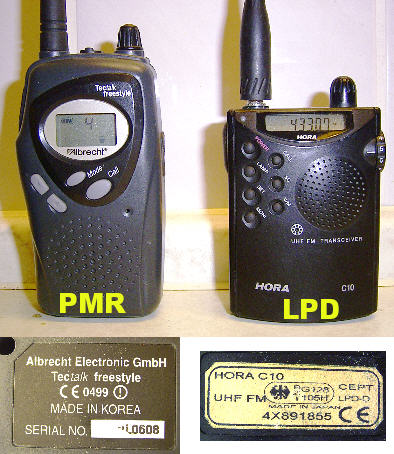
Talkie-walkie PMR446 MHz et LPD433 MHz

## Description générale
- Désignation de LPD : appareils de faible puissance à usage libre dans la bande 433 MHz[2].
- Usage libre en Europe (pas de licence à payer).
- Destiné au public et aux professionnels.
- Portée : permettent des liaisons radioélectrique à des distances de quelques dizaines de mètres, le plus souvent les interlocuteurs doivent être à vue les uns des autres pour établir la radiocommunication.
- Alimentation autonome.
- Antenne non interchangeable.
- Autonomie plusieurs heures, variable selon l'accumulateur.

## Description technique
- Bande de fréquences : 433 - 434 MHz (UHF)
- 69 canaux répartis de 433,050 à 434,775 MHz
- Pas d'incrémentation : 25 kHz
- Puissance apparente rayonnée UHF : 10 mW P.I.R.E.
- Modulation utilisée : modulation de fréquence - FM
- L'antenne radioélectrique est fixe et non modifiable, sans être capable de connecter une antenne externe
- Appareils type ISM est définie par l'EN 55011[3].
- Des interférences peuvent être éliminées par CTCSS (Continuous Tone-Coded Squelch System) ou DCS Numérique (Digital-Coded Squelch)

| Canaux LPD | Fréquences norme LPD | Canaux LPD | Fréquences norme LPD | Canaux LPD | Fréquences norme LPD |
| ---------- | -------------------- | ---------- | -------------------- | ---------- | -------------------- |
| 1          | 433,075 MHz          | 24         | 433,650 MHz          | 47         | 434,225 MHz          |
| 2          | 433,100 MHz          | 25         | 433,675 MHz          | 48         | 434,250 MHz          |
| 3          | 433,125 MHz          | 26         | 433,700 MHz          | 49         | 434,275 MHz          |
| 4          | 433,150 MHz          | 27         | 433,725 MHz          | 50         | 434,300 MHz          |
| 5          | 433,175 MHz          | 28         | 433,750 MHz          | 51         | 434,325 MHz          |
| 6          | 433,200 MHz          | 29         | 433,775 MHz          | 52         | 434,350 MHz          |
| 7          | 433,225 MHz          | 30         | 433,800 MHz          | 53         | 434,375 MHz          |
| 8          | 433,250 MHz          | 31         | 433,825 MHz          | 54         | 434,400 MHz          |
| 9          | 433,275 MHz          | 32         | 433,850 MHz          | 55         | 434,425 MHz          |
| 10         | 433,300 MHz          | 33         | 433,875 MHz          | 56         | 434,450 MHz          |
| 11         | 433,325 MHz          | 34         | 433,900 MHz          | 57         | 434,475 MHz          |
| 12         | 433,350 MHz          | 35         | 433,925 MHz          | 58         | 434,500 MHz          |
| 13         | 433,375 MHz          | 36         | 433,950 MHz          | 59         | 434,525 MHz          |
| 14         | 433,400 MHz          | 37         | 433,975 MHz          | 60         | 434,550 MHz          |
| 15         | 433,425 MHz          | 38         | 434,000 MHz          | 61         | 434,575 MHz          |
| 16         | 433,450 MHz          | 39         | 434,025 MHz          | 62         | 434,600 MHz          |
| 17         | 433,475 MHz          | 40         | 434,050 MHz          | 63         | 434,625 MHz          |
| 18         | 433,500 MHz          | 41         | 434,075 MHz          | 64         | 434,650 MHz          |
| 19         | 433,525 MHz          | 42         | 434,100 MHz          | 65         | 434,675 MHz          |
| 20         | 433,550 MHz          | 43         | 434,125 MHz          | 66         | 434,700 MHz          |
| 21         | 433,575 MHz          | 44         | 434,150 MHz          | 67         | 434,725 MHz          |
| 22         | 433,600 MHz          | 45         | 434,175 MHz          | 68         | 434,750 MHz          |
| 23         | 433,625 MHz          | 46         | 434,200 MHz          | 69         | 434,775 MHz          |

- Le canal n°18 LPD 433,500 MHz en FM est utilisé comme fréquence d'appel par les radioamateurs, principalement pour les stations mobiles[4].

### Cohabitation des systèmes
Cette bande étant ouverte à tous, avec du matériel varié, la cohabitation devient difficile entre les différents utilisateurs dont: 
- le service radioamateur dans la bande de 430 MHz à 440 MHz (avec des puissances d'émission notablement supérieures),
- la radiolocalisation CFL ;
- les modems radio ;
- le Ministère de la Défense, en France, pour des « besoins intermittents avec une puissance rayonnée maximale de 12 dBW »[5] ;
- les applications sans fil ;
- des télécommandes, des télécommandes de voiture ou de portails ;
- radiotélécommande de pont roulant  ;
- le télécontrôle ;
- la télémesure ;
- les thermomètres d'extérieurs ;
- les alarmes sans fil ;
- la transmission d'alarme ;
- les baby phone ;
- des jouets ;

## La propagation
La propagation radioélectrique en Ultra haute fréquence des LPD 433 MHz:
- La propagation en UHF est comparable à celle d’un rayon lumineux.
- Les obstacles sur le sol prennent une grande importance.
- En absence d'obstacles, la portée radio est fonction de la courbure de la terre.
- La puissance émise et la sensibilité du récepteur sont déterminants pour la portée
- Les possibilités de liaison entre deux  talkies-walkies LPD peuvent aller jusqu'à plusieurs centaines de mètres en mer, à quelques dizaines de mètres en présence d'obstacles, tels que les zones urbaines et les forêts.